# Vegard Stake Laengen
Vegard Stake Laengen (ur. 7 lutego 1989 w Oslo) – norweski kolarz szosowy, dwukrotny olimpijczyk, obecnie zawodnik grupy UAE Team Emirates. 
Jego brat, Øystein, także jest kolarzem. 

## Życiorys

### Kariera klubowa
Zadebiutował jako kolarz krajowej grupy Team Trek - Adecco w 2008 roku. Od 2009 do 2011 reprezentował barwy Team Joker. Następnie przez rok był zawodnikiem amerykańskiego zespołu Team Type 1 - Sanofi, zaś w latach 2013-2014 jeździł dla francuskiego Bretagne - Séché Environnement. W 2015 powrócił do Team Joker, jednak klub już w sierpniu tego samego roku potwierdził, że Laengen opuści zespół, aby dołączyć do IAM Cycling na sezon 2016. Od 2017 jeździ dla UAE Team Emirates, a jego kontrakt oscyluje do 2020 roku. 
Został wymieniony na liście startowej wyścigów Giro d'Italia 2016  i Vuelta a España 2016. W czerwcu 2017 roku został wymieniony na liście startowej Tour de France. Ponownie na liście startowej Tour de France znalazł się w 2019 roku.

### Kariera reprezentacyjna
W 2011 roku został brązowym medalistą mistrzostw Europy do lat 23 w jeździe na czas. 
Brał udział w zawodach olimpijskich w barwach Norwegii w 2012 i 2016 roku. W Londynie w wyścigu ze startu wspólnego zajął 77. miejsce, zaś cztery lata później podczas igrzysk w Rio de Janeiro został sklasyfikowany na 50. pozycji. 
Obecnie mieszka i trenuje w Nicei. 